# 중앙역 (안산)
중앙역(JungangStation, 中央驛)은 경기도 안산시 단원구 고잔동에 있는 수도권 전철 4호선, 수도권 전철 수인·분당선의 철도역이다. 부기역명은 서울예술대학이다. 2024년에 신안산선이 개통되면 여의도역까지 30분이 소요될 전망이다.
안산시 중앙동 행정동 지역명에서 유래됐으며, 실제로도 안산시내 중앙에 위치하고 있다. 또한 안산시 중심 상업지역에 위치하고 있다.

## 연혁
- 1988년 10월 25일: 안산선 개통과 함께 영업 개시[3]
- 1993년 1월 15일: 과천선과 직결 운행 개시
- 1994년 4월 1일: 서울 지하철 4호선과 직결 운행 개시
- 1994년 9월 1일: 수인선 운행 중단
- 2009년 12월 1일: 철도승차권 단말기 철거
- 2010년 1월 18일: 안산선 급행열차 정차
- 2020년 9월 12일: 수도권 전철 수인·분당선 개통과 함께 환승역이 됨

## 역 구조
2면 2선의 상대식 승강장이다. 본선에는 스크린도어가 설치되어 있다. 부본선은 노반이 있고 선로는 설치되지 않았다.

### 승강장
| ↑ 한대앞 |
| \| ２    |
| 고잔 ↓   |

| 1 | ● 수도권 전철 수인·분당선 | 수원 · 기흥 · 서현 · 선정릉 · 왕십리 방면 |
| 1 | ● 수도권 전철 4호선       | 상록수 · 금정 · 명동 · 혜화 · 불암산 방면 |
| 2 | ● 수도권 전철 수인·분당선 | 고잔 · 월곶 · 호구포 · 연수 · 인천 방면   |
| 2 | ● 수도권 전철 4호선       | 고잔 · 초지 · 안산 · 정왕 · 오이도 방면   |

## 역 주변
- 안산종합버스터미널
- 안산시청
- 안산 중앙역 로데오거리
- 뉴코아아울렛 안산점
- 롯데백화점 안산점
- 서울예술대학교
- 경안고등학교
- 송호중학교
- 버거킹 안산중앙역점
- 스타벅스 안산중앙역점

## 승차량 변동
| 역 노선 | 승차 인원 | 승차 인원 | 승차 인원 | 승차 인원 | 승차 인원 | 승차 인원 | 승차 인원 | 승차 인원 | 승차 인원 | 승차 인원 | 승차 인원 | 승차 인원 | 승차 인원 | 승차 인원 | 승차 인원 | 승차 인원 | 승차 인원 | 승차 인원 | 승차 인원 | 승차 인원 | 승차 인원 | 승차 인원 | 승차 인원 | 주 석 |
| 역 노선 | 2000년    | 2001년    | 2002년    | 2003년    | 2004년    | 2005년    | 2006년    | 2007년    | 2008년    | 2009년    | 2010년    | 2011년    | 2012년    | 2013년    | 2014년    | 2015년    | 2016년    | 2017년    | 2018년    | 2019년    | 2020년    | 2021년    | 2022년    | 주 석 |
| ------- | --------- | --------- | --------- | --------- | --------- | --------- | --------- | --------- | --------- | --------- | --------- | --------- | --------- | --------- | --------- | --------- | --------- | --------- | --------- | --------- | --------- | --------- | --------- | ----- |
| 4호선   | 8506      | 11177     | 14110     | 14835     | 11864     | 11930     | 12110     | 12526     | 13187     | 13371     | 14354     | 15161     | 15724     | 16802     | 17834     | 17480     | 17502     | 17402     | 17656     | 18088     | 13237     | 14787     | 16931     | [ 4 ] |

## 갤러리

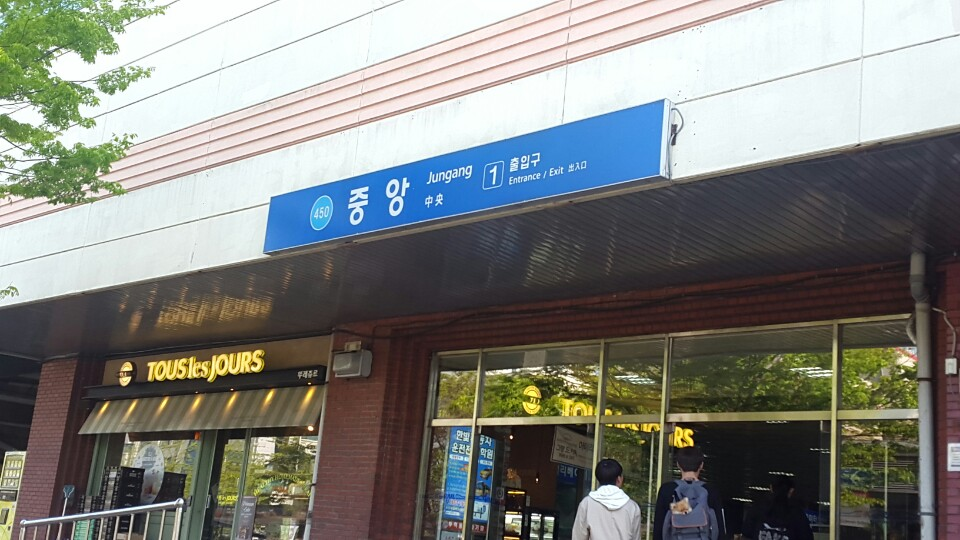
중앙역 1번 출구
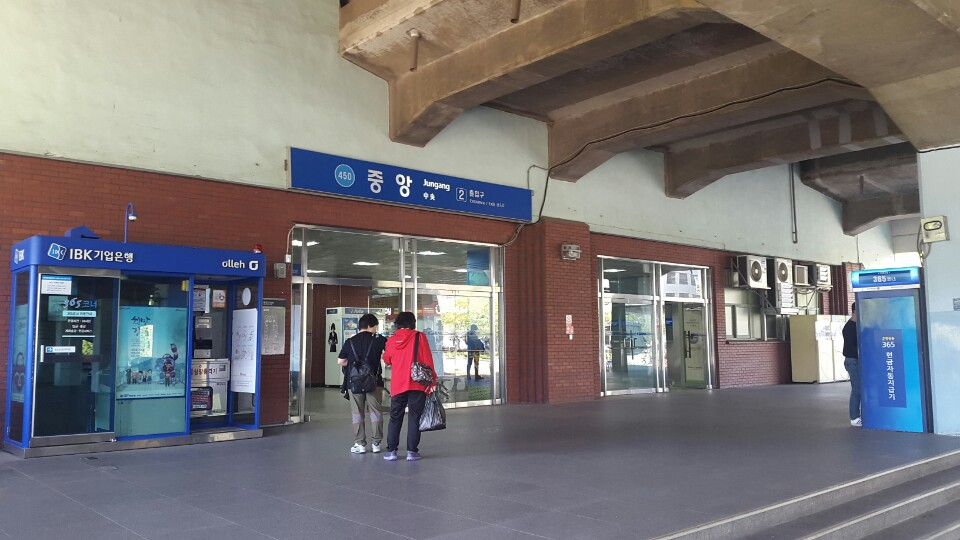
중앙역 2번 출구
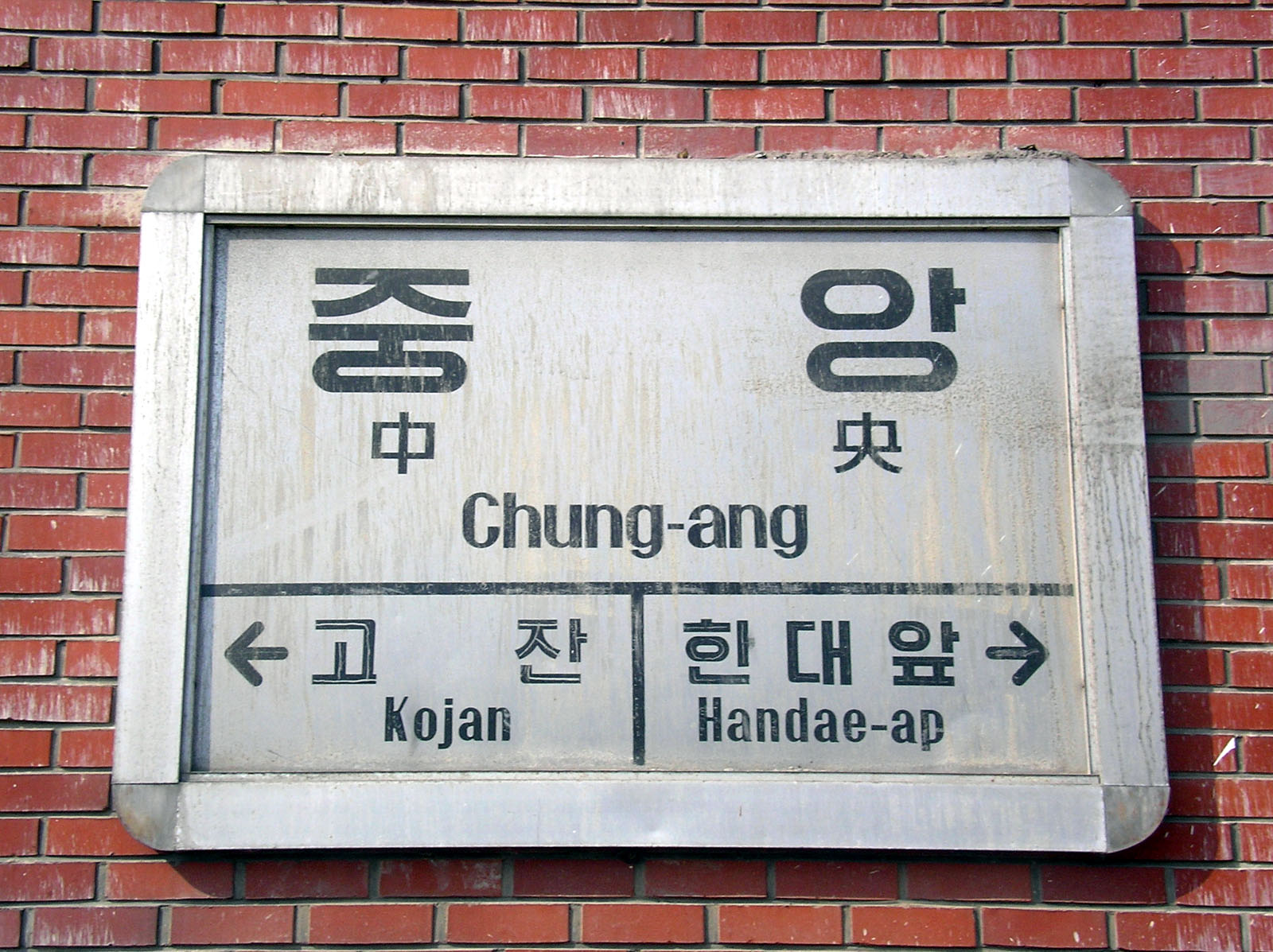
구 수인선 역명판(현재는 철거됨)
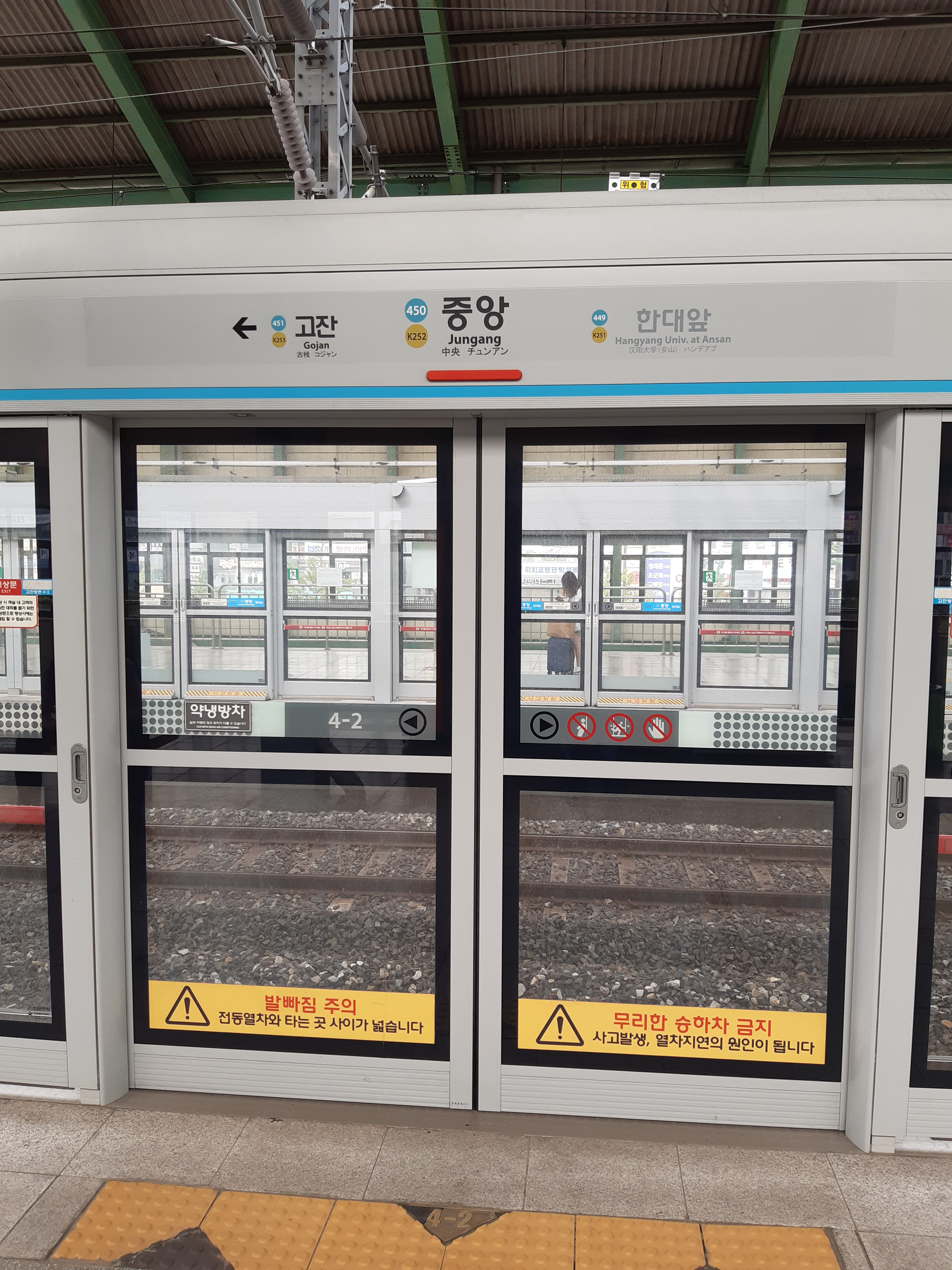
스크린도어
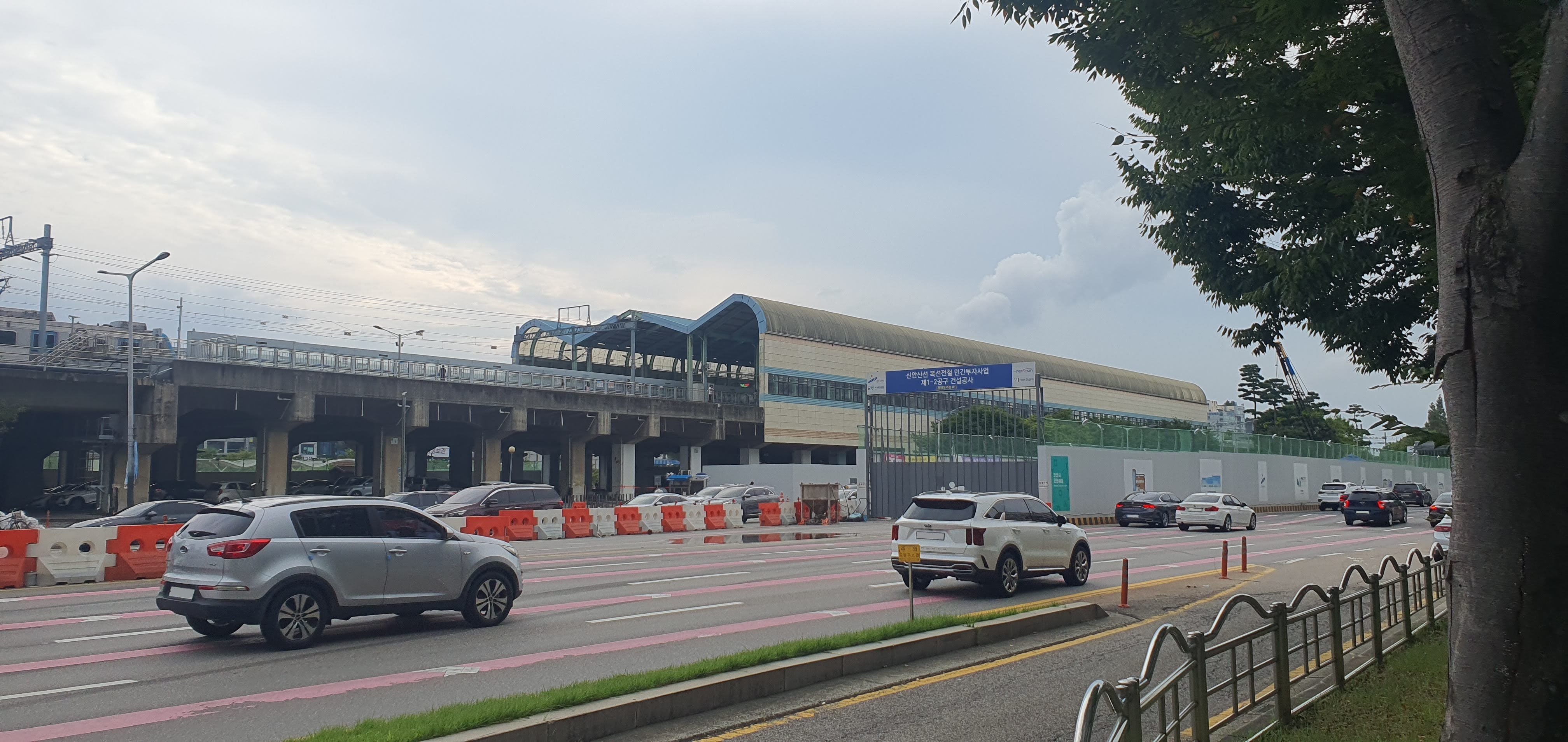
역사

## 인접한 역
| 안산선                  | 안산선                         | 안산선               |
| ----------------------- | ------------------------------ | -------------------- |
| 450 한대앞 불암산 방면  | ● 수도권 전철 4호선 완행       | 452 고잔 오이도 방면 |
| 449 상록수 불암산 방면  | ● 수도권 전철 4호선 급행       | 453 초지 오이도 방면 |
| 수인선                  |                                |                      |
| K251 한대앞 청량리 방면 | ● 수도권 전철 수인·분당선 완행 | K253 고잔 인천 방면  |